# Penacova
Penacova és un municipi portuguès, situat al districte de Coïmbra, a la regió del Centre i a la subregió de Baixo Mondego. L'any 2004 tenia 16.896 habitants. Es divideix en 11 freguesias. Limita al nord amb Mortágua i Santa Comba Dão, a l'est amb Tábua, al sud-est amb Arganil, al sud amb Vila Nova de Poiares, a l'oest amb Coïmbra i al nord-oest amb Mealhada.

## Població
| Població del concelho de Penacova (1801–2004) | Població del concelho de Penacova (1801–2004) | Població del concelho de Penacova (1801–2004) | Població del concelho de Penacova (1801–2004) | Població del concelho de Penacova (1801–2004) | Població del concelho de Penacova (1801–2004) | Població del concelho de Penacova (1801–2004) | Població del concelho de Penacova (1801–2004) | Població del concelho de Penacova (1801–2004) |
| --------------------------------------------- | --------------------------------------------- | --------------------------------------------- | --------------------------------------------- | --------------------------------------------- | --------------------------------------------- | --------------------------------------------- | --------------------------------------------- | --------------------------------------------- |
| 1801                                          | 1849                                          | 1900                                          | 1930                                          | 1960                                          | 1981                                          | 1991                                          | 2001                                          | 2004                                          |
| 8706                                          | 8593                                          | 18253                                         | 16964                                         | 18704                                         | 17351                                         | 16748                                         | 16725                                         | 16850                                         |

## Freguesies
- Carvalho
- Figueira de Lorvão
- Friúmes
- Lorvão
- Oliveira do Mondego
- Paradela
- Penacova
- São Paio do Mondego
- São Pedro de Alva
- Sazes do Lorvão
- Travanca do Mondego